# Döringsdorf
Döringsdorf ist ein Ortsteil von Geismar im Landkreis Eichsfeld in Thüringen.

## Lage
Döringsdorf befindet sich unmittelbar an der Landesgrenze zu Hessen am südöstlichen Fuß des Hülfensberges, etwa zwei Kilometer nördlich von Wanfried. Die nächsten größeren Städte sind Eschwege acht Kilometer südwestlich und das 18 Kilometer nördlich gelegene Heilbad Heiligenstadt. Erreichbar ist der Ortsteil über die Kreisstraße 115, welche die Ortsteile um den Hülfensberg mit Geismar und Wanfried verbindet. Höchste Erhebung in der Gemarkung ist die Keudelskuppe (484,7 m) im äußersten Süden des Landkreises.

## Geschichte
Döringsdorf wurde 1421 als Doringsdorff erstmals urkundlich erwähnt. Der Name erinnert an den Gründer – During. Das Dorf war hessischer Besitz und an das Adelsgeschlecht Keudell verlehnt. Während der Kriege 1357–1402 zwischen den Landgrafen von Hessen und von Thüringen flüchteten die Bewohner zum Hülfensberg und siedelten sich dort um die Kapelle an. Um 1500 waren die Dörfer der Gegend wieder bewohnt. Anfang des 16. Jahrhunderts kam Döringsdorf durch die Heirat einer Tochter aus dem Hause Keudel an Asmus II. von Buttlar, der es im Tausch gegen andere Güter an Landgraf Philipp abtrat. Das Dorf kam zum hessischen Amt Wanfried. Am 8. September 1583 vertauschten die Landgrafen von Hessen das Dorf an den Mainzer Erzbischof und Kurfürsten Wolfgang von Dalberg, und das Dorf wurde dem Amt Bischofstein zugeordnet. Dafür kam Frieda vom Amt Bischofstein an das hessische Amt Eschwege. Döringsdorf war damit der letzte Ort, der zum mainzischen Eichsfeld kam. Als Walrab von Keudel 1792 starb, zog Kurmainz den keudelschen Besitz in Döringsdorf als erledigtes Lehen ein.
Nach dem Zweiten Weltkrieg lag der Ort in der Sowjetischen Besatzungszone und direkt an der Innerdeutschen Grenze und hatte bis 1989 unter den damit verbundenen Einschränkungen zu leiden.
Döringsdorf bildete zusammen mit Bebendorf die Gemeinde Döringsdorf/Bebendorf, diese wurde am 22. Januar 1994 nach Geismar eingemeindet.

## Sehenswürdigkeiten

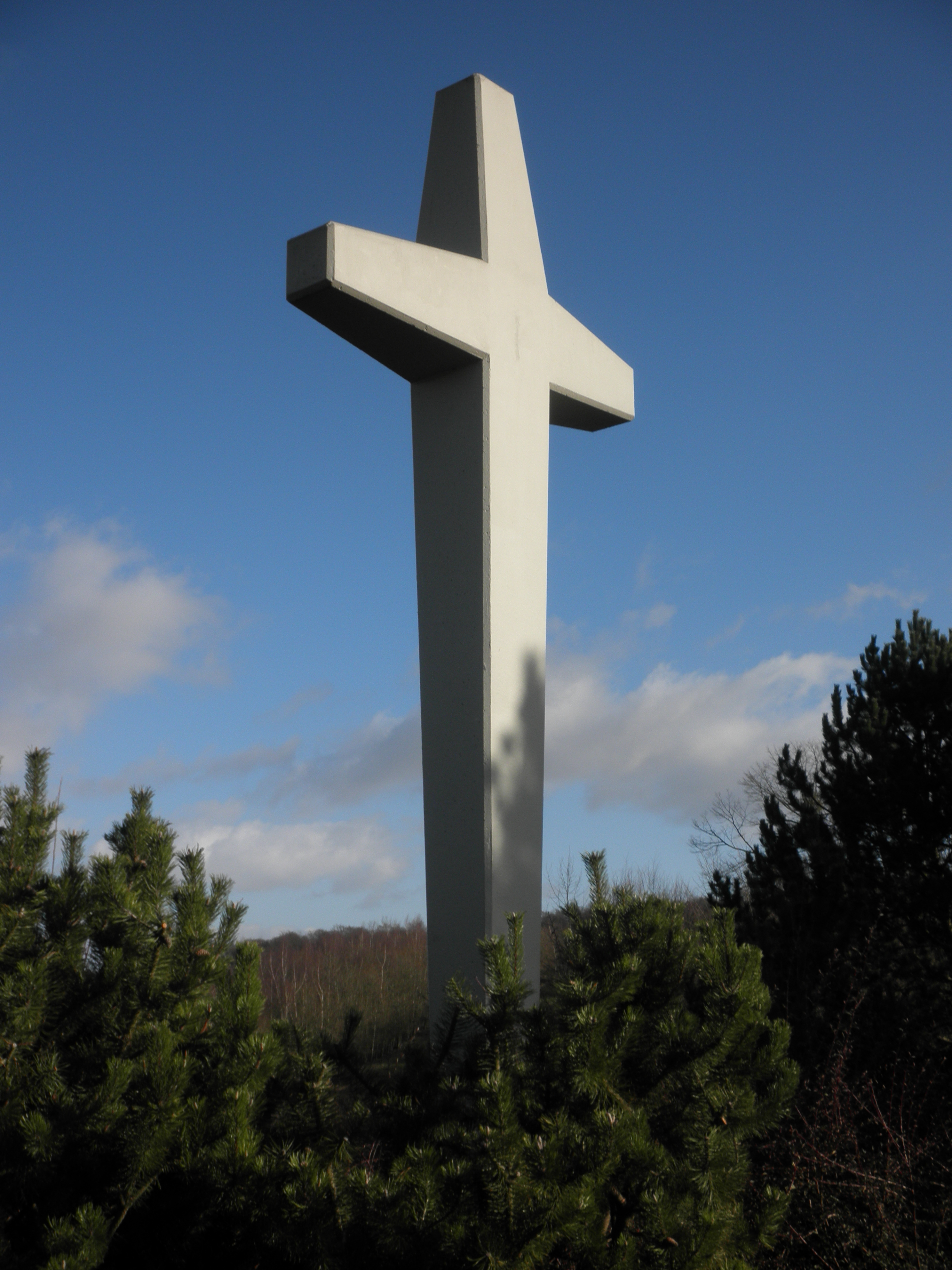
Eichsfelder Kreuz nahe der früheren Grenze am Hülfensberg

Im Ort befindet sich die römisch-katholische Kirche St. Stephanus aus dem Jahr 1812. Die abwechslungsreiche Landschaft rund um den Hülfensberg lädt zu zahlreichen Wanderzielen ein, unter anderem auch zur ehemaligen Innerdeutschen Grenze und heutigen Grünen Band. Dort befindet sich an dem Weg in Richtung Wanfried das Eichsfelder Kreuz. Es steht auf hessischer Seite nahe der Landesgrenze und wurde 1980 als Mahnmal errichtet und ist heute ein Symbol der wiedergewonnenen Deutschen Einheit.

## Persönlichkeiten
- Erwin Leister (* 1924), Theaterschauspieler und Theaterregisseur